# Novi Iskăr
Novi Iskăr (bulharsky Нови Искър) je město ležící v západním Bulharsku, v Sofijské kotlině podél řeky Iskăr, na jižním úpatí Staré planiny. Nachází se 14 km severně od Sofie, správního střediska stejnojmenné oblasti, a má přes 13 tisíc obyvatel. Město je správním centrem 21. sofijského rajónu, do kterého spadá navíc 12 vesnic.

## Historie
Město vzniklo v roce 1974 sloučením pěti vesnic (Slavonci, Kumarica, Kurilo, Izgrev a Gniljane), z nichž každá má vlastní historii.
V osmanských daňových soupisech počátku 15. století většina vsí figuruje pod svými současnými názvy a podle nich se usuzuje, že existovaly už v době druhé Bulharské říše. 
Kumarica a Slavonci jsou zmiňovány ve staré legendě ve spojitosti s příchodem slovanských kmenů.
Dědina Kurilo se původně jmenovala Skrino a současný název má po ruském generálovi až od 19. století.
Název obce Gniljane je zmiňován v sultánově dekretu ze dne 23. dubna 1500.
Nejnovější čtvrtí je Izgrev, který vznikl až po druhé světové válce.
Historicky nejvýznamnější stavbou je Kurilský klášter, protože jeho vznik je spojován se svatým Ivanem Rilským. Při něm byla na začátku 19. století otevřena klášterní škola a na jeho současnou výzdobu přispěli obyvatelé okolních vesnic. Místní obyvatelstvo se zapojilo do bulharského obrození a za cenu velkého úplatku získalo povolení ke stavbě kostela sv. Mikuláše v Kumarici a později zde vznikla i škola. Od počátku 20. století se spolu s výstavbou velkého počtu továren a závodů v Kurilu začaly sousední vsi rozvíjet jako průmyslová centra. K tomu také napomáhala jejich poloha, dostupnost pracovní síly a blízkost důležité železniční trati. Poblíž města se nachází několik klášterů, z nich některé vznikly v nové době na místě dávno zničených klášterů.

## Obyvatelstvo
Ve městě žije 13 666 obyvatel a je zde trvale hlášeno 13 772 obyvatel. Podle sčítání 1. února 2011 bylo národnostní složení následující:
- Bulhaři: 13 480 (98.0 %)
- Romové: 120 (0.9 %)
- Turci: 43 (0.3 %)
- ostatní: 114 (0.8 %)